# القبيبة (الخليل)
القبية أو قبيبة الخليل وهي قرية عربية فلسطينية تقع 24 كم شمال غرب مدينة الخليل. اقيمت فوق تل يرتفع 250م-225م عن سطح البحر ويجري بمحازاتها نهرا مارا بقرى الفالوجة، بنيت بيوتها من الطين والحجر وتفرعت شوارعها الضيقة إلى احيائها الاربعة شمالي وجنوبي وشرقي وغربي.

## القرية قبل التهجير
اشتملت القربة على بعض الدكاكين وجامع ومدرسة ابتدائية واحتوت على اثار لمعصرة منحوتة في الصخر، وهي محاطة ببعض الخرب الاثرية مثل(السقيفة المدورة وقرقرة وفارة).
قد عاش في القرية 600 نسمة عام 1922 وازداد عدد سكانها عام 1945 إلى 1960 , اعتمدوا في معيشتهم على الزراعة وتربية المواشي.

## مساحة واقتصاد القرية
تبلغ مساحة اراضي القبيبة 11 دونم، كانت تزرع فيها الحبوب كالزيتون والعنب وتنمو فيها بعض الاعشاب الزراعية التي تصلح للرعي وتعتمد على الزراعة
كانت القبيبة مخصصة لتكون ضمن حدود الدولة العربية وفقاً لقرار التقسيم الصادر عن الأمم المتحدة عام 1947.

## احتلال القرية
هوجمت القرية لأول مرة خلال عملية باراك.
بالرغم من حماية القوات المصرية إلا أن القبيبة سقطت في أيدي القوات الإسرائيلية في المراحل النهائية من عملية يوآف في 28 أكتوبر 1948. تم طرد السكان وتدمير القرية.
في عام 1955 أقيمت مستوطنة لاخيش إلى الجنوب الغربي من أراضي القرية.

## روابط خارجية
- القُبيبة ترحب بكم
- Survey of Western Palestine, Map 20: IAA, Wikimedia commons